# The Wanderer (álbum)
The Wanderer (español: El Vagabundo) es el octavo álbum de la cantante Donna Summer, y el primero lanzado bajo el sello Geffen, con el cual firmó en 1980, año de su fundación.

## Antecedentes
Summer había hecho de su nombre en la década anterior como la artista femenina más exitosa del género disco, lanzando una amplia selección de sencillos y álbumes bajo el sello Casablanca. Durante este período, sin embargo, había sentido que la etiqueta explotaba su imagen y la retrató con una imagen orientalmente sexual ("la primera dama del amor") con la que nunca se sintió cómoda. La discográfica también estaba tomando el control de otros elementos de su vida personal, hasta el punto que sentía que no tenía control sobre su vida y su carrera. Después de superar un período de depresión y redescubrir su fe cristiana, tomó la decisión de romper con Casablanca y presentar una demanda en su contra. Después de la resolución del pleito, Summer se convirtió en la primera artista en firmar con el recién creado sello Geffen.
Durante este período, la música disco había empezado a caer en descrédito entre la gente y a experimentar una reacción violenta. El rock y el new wave empezaba a adquirir popularidad, mientras que la gente empezaba a sentir que la cultura disco había desaparecido y que su escena se había vuelto demasiado asociada con las drogas, mientras que otros resentían su exclusividad (porteros esperaban que la gente fuera vestida de cierta manera para ser admitidos en la discoteca). En 1980, pancartas que decían "disco sucks" (español: la música disco apesta) fueron vistos en todas partes y la música disco se hundió. Los aficionados se preguntaban qué sería de Donna Summer (apodada "la reina del disco") tras este conflicto. Su anterior álbum, Bad Girls, combinaba elementos del rock, soul y R&B con el sonido disco tradicional, por lo que era evidente que ella ya había evolucionado en estilos musicales. Algunos artistas continuaron con el sonido disco a pesar de la reacción, incluyendo a Lipps Inc. con su éxito "Funkytown" y Diana Ross con el hit "Upside Down". Sin embargo Summer había decidido alejarse de la música disco y dar paso a la escena del rock/new wave. Parte del material fue coescrito por el dúo Moroder-Bellotte y producido en su totalidad por ambos, quienes llevaban trabajando con Summer desde su asociación en 1974.

## El álbum
Canciones como "Cold Love" y "Nightlife" consisten en un sonido rock más fuerte, siendo Summer nominada a un Grammy en la categoría mejor interpretación femenina de rock por la primera canción. Otras como "Looking Up" y "Breakdown" adoptaron un sonido dance/rock. El redescubrimiento de la fe cristiana de Summer fue documentada en la canción góspel "I Believe in Jesus", por la que también recibió una nominación al Grammy en la categoría mejor interpretación de inspiración. Como Summer había cantado en coros de Iglesia desde pequeña, esta canción fue una oportunidad para regresar a sus raíces.

## Crítica y recepción
El álbum fue aclamado por la crítica, reconociéndolo como uno de sus mejores trabajos en la década de los 80s y el cambio de estilo musical más significativo de su carrera.
También tuvo una buena recepción en los Estados Unidos, donde alcanzó el #13 en el Billboard 200 y fue certificado Oro por la RIAA. El sencillo homónimo fue Top 5 en el mismo país, mientras que los sencillos siguientes tuvieron un éxito menor.
A pesar de ser un éxito americano, en Europa tanto el álbum como sus sencillos tuvieron una tibia recepción, marcando posiciones cercanas al Top 20 en Italia, Noruega y Suecia, mientras que en Alemania y el Reino Unido registraron apenas un #54 y #55 respectivamente.
La discográfica Geffen había puesto expectativas bastante altas en Summer, por lo que no quedó conforme con los resultados de The Wanderer. Al año siguiente estaba planeado el lanzamiento de I'm a Rainbow, álbum en el que Summer trabajó nuevamente con el dúo Moroder-Bellotte, pero que no contentó a la discográfica, anulando el lanzamiento y reclutando a Quincy Jones para trabajar con ella en el álbum Donna Summer. Tras nuevos resultados pocos alentadores para el sello, Cats Without Claws y All Systems Go serían los últimos álbumes de Summer en dicha etiqueta.

## Lista de canciones

### Lado A
| N.º | Título              | Escritor(es)                   | Duración |  |
| 1.  | «The Wanderer»      | Giorgio Moroder, Donna Summer  | 3:47     |  |
| 2.  | «Looking Up»        | Pete Bellotte, Moroder, Summer | 3:57     |  |
| 3.  | «Breakdown»         | Bellotte, Harold Faltermeyer   | 4:08     |  |
| 4.  | «Grand Illusion»    | Moroder, Summer                | 3:54     |  |
| 5.  | «Running for Cover» | Summer                         | 4:01     |  |

### Lado B
| N.º | Título                            | Escritor(es)                         | Duración |  |
| 6.  | «Cold Love»                       | Bellotte, Faltermeyer, Keith Forsey  | 3:38     |  |
| 7.  | «Who Do You Think You're Foolin'» | Bellotte, Sylvester Levay, Jerry Rix | 4:18     |  |
| 8.  | «Nightlife»                       | Bellotte, Moroder                    | 4:00     |  |
| 9.  | «Stop Me»                         | Bellotte, Forsey                     | 3:44     |  |
| 10. | «I Believe in Jesus»              | Summer                               | 3:37     |  |

## Personal
- Jeff Baxter - guitarra
- Bill Champlin - coros
- Harold Faltermeyer - teclado, sintetizador
- Keith Forsey - batería, percusión
- Carmen Grillo - coros
- Gary Herbig - saxofón
- Les Hurdle - bajo
- Tom Kelley - coros
- Silvester Levay - teclados, sintetizador
- Steve Lukather - guitarra
- Tim May - guitarra
- John Pierce - bajo
- Leland Sklar - bajo
- Stephanie Spruill - coros
- Donna Summer - voz principal

## Producción
- Producido por Giorgio Moroder y Pete Bellotte
- Ingenieros: Jürgen Koppers y Brian Smith

## Posicionamiento

### Álbum
| Lista/País (1980)                | Posición más alta |
| -------------------------------- | ----------------- |
| Alemania                         | 54                |
| Italia                           | 2                 |
| Japón                            | 22                |
| Noruega                          | 18                |
| Nueva Zelanda                    | 16                |
| Suecia                           | 15                |
| UK Albums Chart                  | 55                |
| Billboard Top R&B/Hip-Hop Albums | 12                |
| Billboard 200                    | 13                |

### Sencillos
| Sencillo                          | 1  | 2 | 3  | 4  | Bandera del Reino Unido | Bandera de Canadá | Bandera de Alemania | Bandera de Irlanda | Bandera de los Países Bajos | Bandera de Japón | Bandera de Nueva Zelanda | Bandera de Australia |
| --------------------------------- | -- | - | -- | -- | ----------------------- | ----------------- | ------------------- | ------------------ | --------------------------- | ---------------- | ------------------------ | -------------------- |
| "The Wanderer"                    | 3  | 8 | 13 | -  | 48                      | 3                 | -                   | -                  | 26                          | 63               | 5                        | 6                    |
| "Cold Love"                       | 33 | 8 | -  | 44 | 29                      | -                 | -                   | 30                 | -                           | -                | -                        | -                    |
| "Who Do You Think You're Foolin'" | 40 | 8 | -  | -  | -                       | 39                | -                   | -                  | -                           | -                | -                        | 100                  |

Notas:
- 1 Billboard Hot 100
- 2 Billboard Hot Dance Club Play
- 3 Billboard Hot Soul Singles
- 4 Billboard Adult Contemporary

### Certificaciones
| País           | Asociación | Certificación | Fecha |
| -------------- | ---------- | ------------- | ----- |
| Estados Unidos | RIAA       | Oro           | 1980  |